# Bertrand Fourcade
Bertrand Fourcade (Laloubère, 27 dicembre 1942 – Nantes, 1º agosto 2024) è stato un rugbista a 15, allenatore di rugby a 15 e dirigente sportivo francese.

## Biografia
Nativo del Midi-Pirenei, Fourcade mosse i suoi primi passi rugbistici a Tarbes, la città dove crebbe; nel ruolo di estremo giocò poi a Saint-Gaudens e, successivamente, al Lourdes, squadra con la quale vinse nel 1968 il campionato francese.
Infine, militò nella squadra del capoluogo, il Tolosa.
Dopo il ritiro alternò l'attività di tecnico di club con quella d'insegnante di educazione fisica.
Nel 1989 fu chiamato dalla Federazione Italiana Rugby per guidare la Nazionale, incarico che tenne fino al 1993: sotto la sua guida tecnica, l'Italia partecipò alla Coppa del Mondo di rugby 1991 in Inghilterra riportando la miglior sconfitta della storia azzurra contro la Nuova Zelanda (21-31 a Leicester); con 17 partite vinte (su 29 totali) durante la sua gestione, Fourcade ottenne la miglior percentuale di vittorie tra i tecnici che abbiano guidato la Nazionale italiana per almeno 10 incontri; ebbe anche il merito di lanciare in maglia azzurra elementi poi rivelatisi fondamentali come Diego Domínguez, Paolo Vaccari, Franco Properzi e Massimo Cuttitta.
Dal 1996 al 2000 guidò la Nazionale universitaria francese, poi tornò in Italia, sempre per conto della Federazione, per la quale lavorò come dirigente supervisore del settore tecnico federale, e a cui fu affidato l'incarico di redigere un piano per lo sviluppo del rugby giovanile; tuttavia, dopo solo un biennio senza esito, Fourcade decise di non continuare la collaborazione, ma rimase a Roma accettando la proposta di allenatore fattagli dalla Rugby Capitolina nel 2003.
Dal 2005 al 2008 rivestì l'incarico di responsabile tecnico, di formazione e delle attività di minirugby presso il Frascati, e nel 2008 quello di allenatore del Lourdes, incarico che tenne per una stagione prima di passare al Bagnères, dal quale si dimise a febbraio 2010.
Nell'estate 2010 Fourcade fu ingaggiato da parte del Mirano come responsabile delle formazioni giovanili.